# Кумкові
Кумкові, джерелянкові (Bombinatoridae) — родина земноводних підряду Archaeobatrachia ряду безхвостих. Станом на 2025 рік описано 2 роди та 10 видів. Представники родини поширені в Євразії. Отруйні амфібії.

## Опис

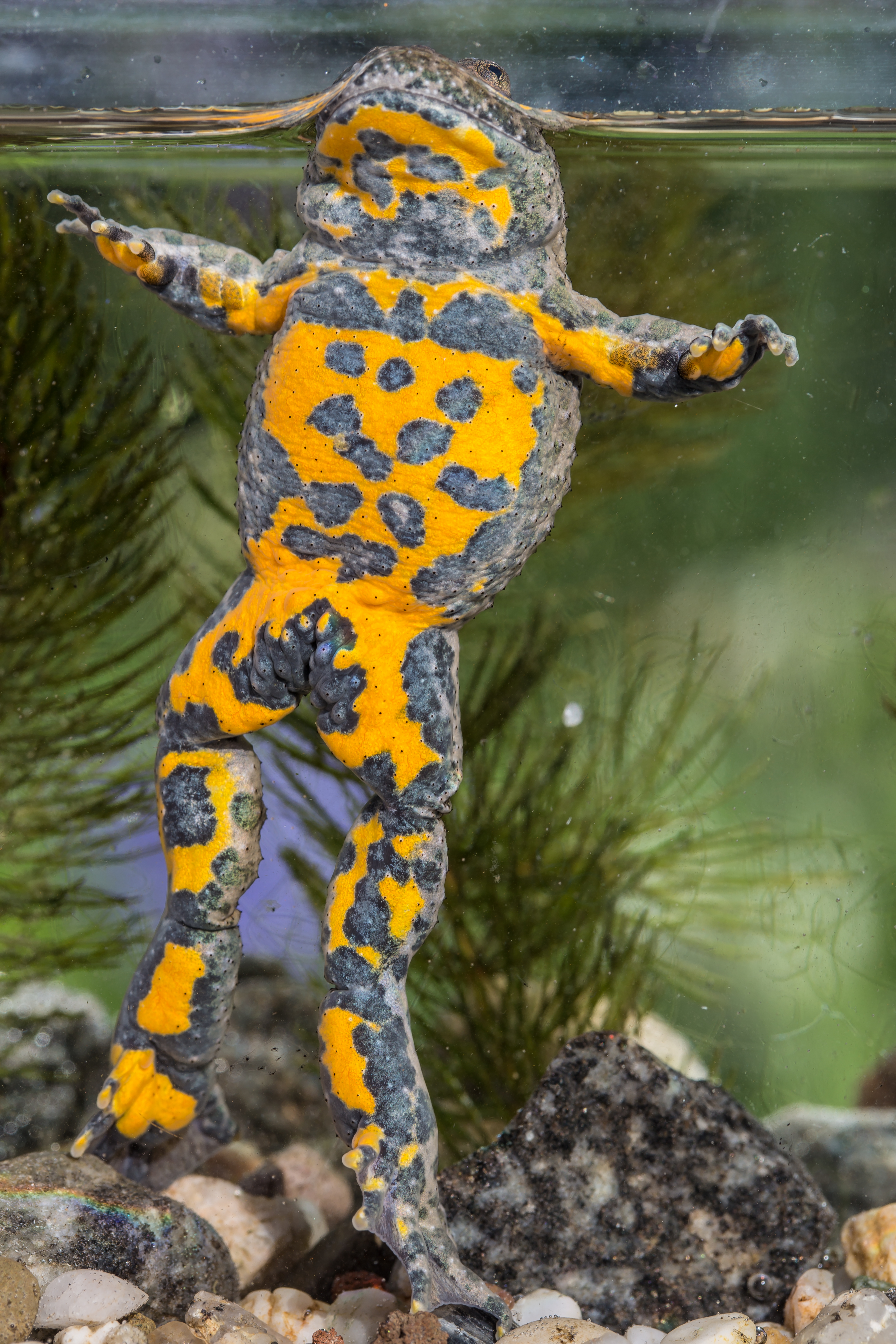
Кумка жовточерева в акваріумі

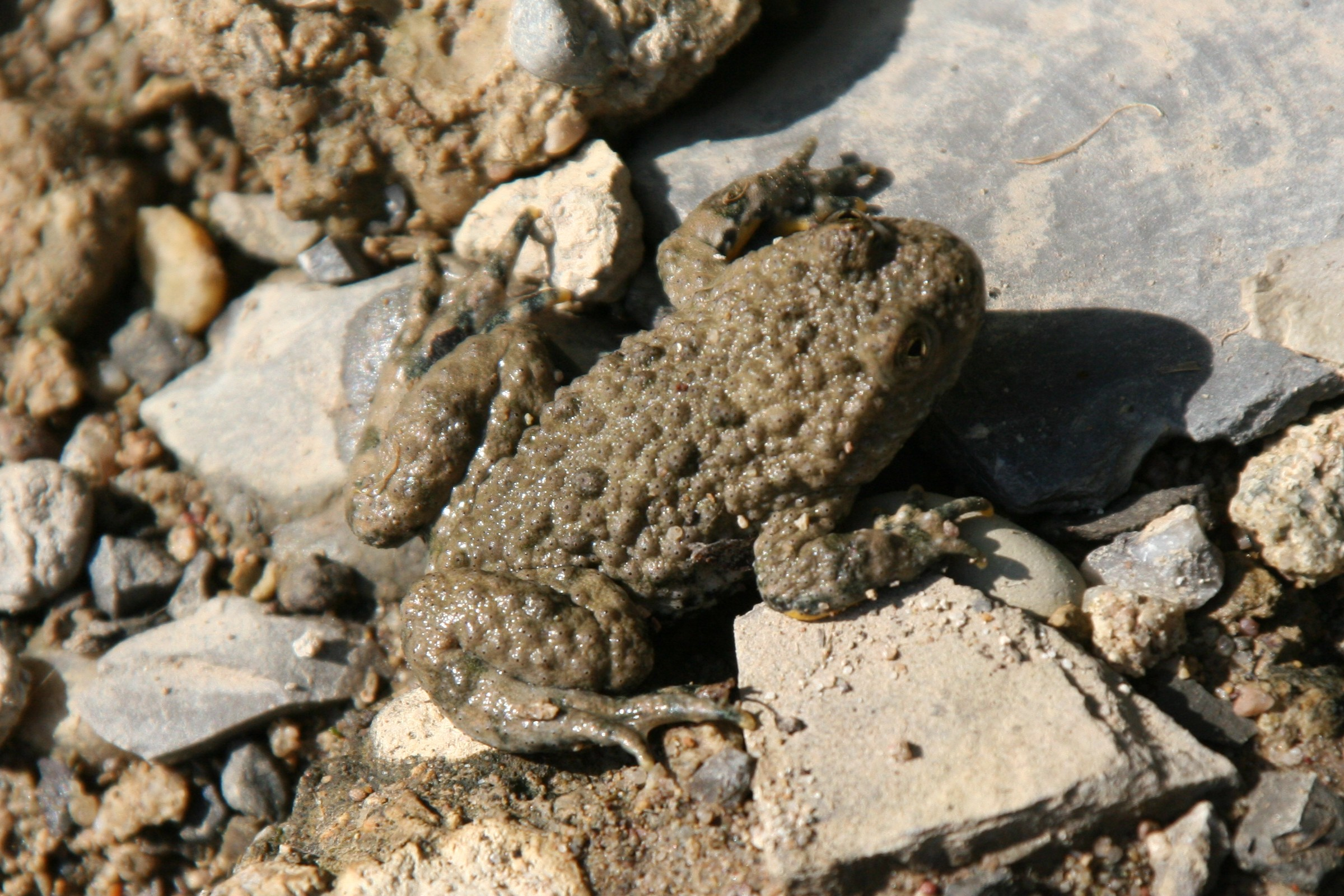
Bombina variegata

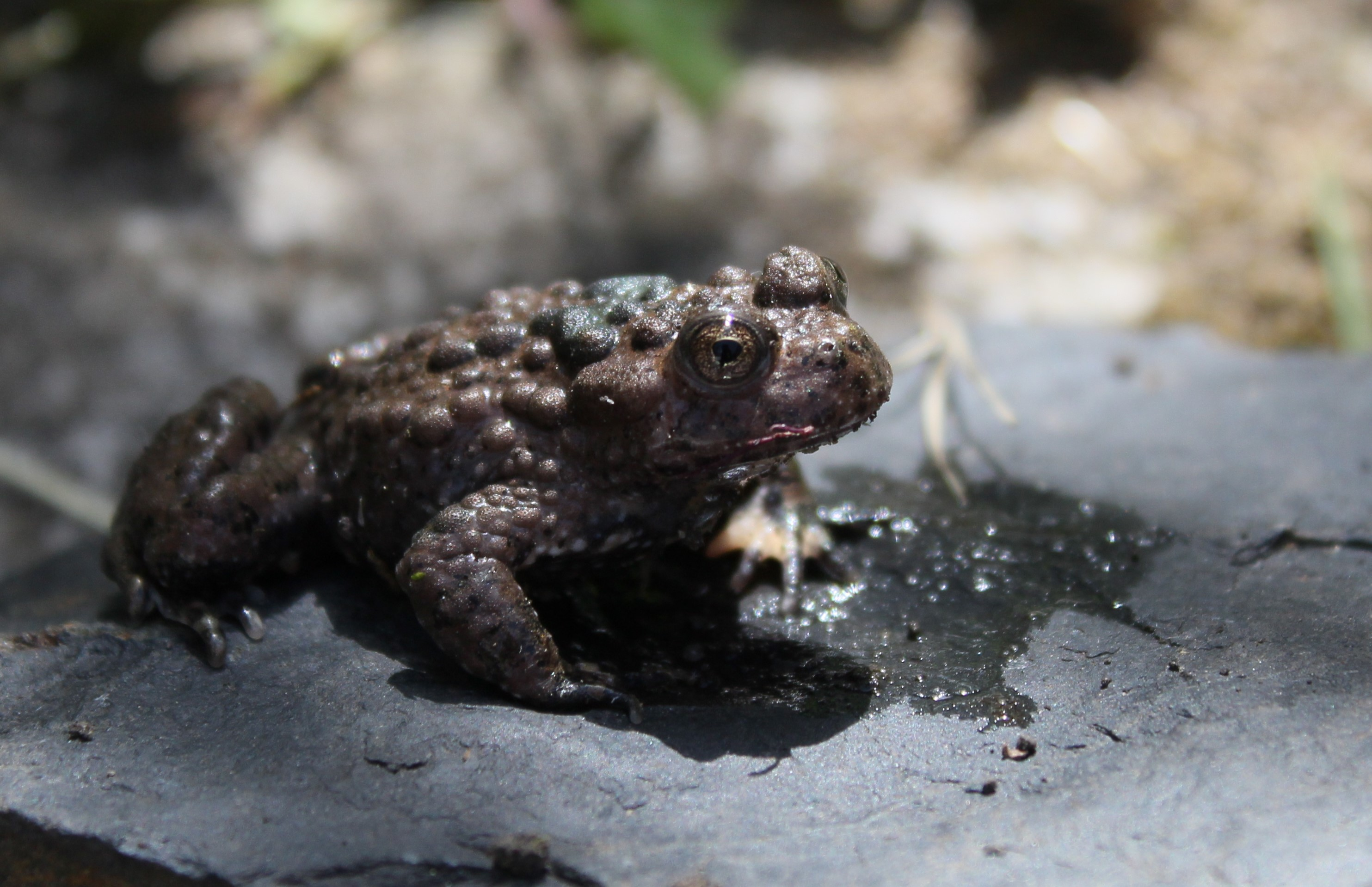
Bombina maxima

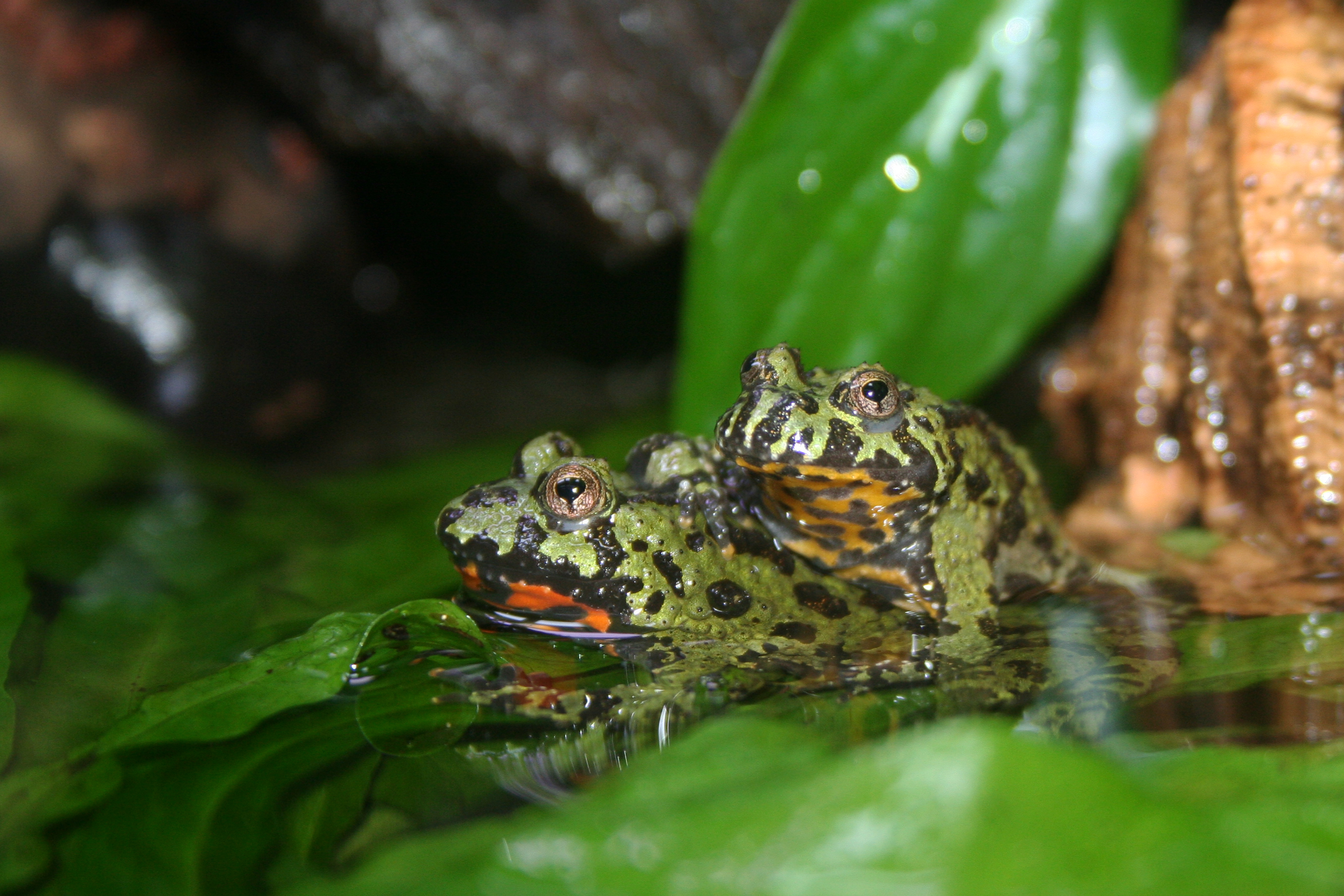
Bombina orientalis. Амплексус

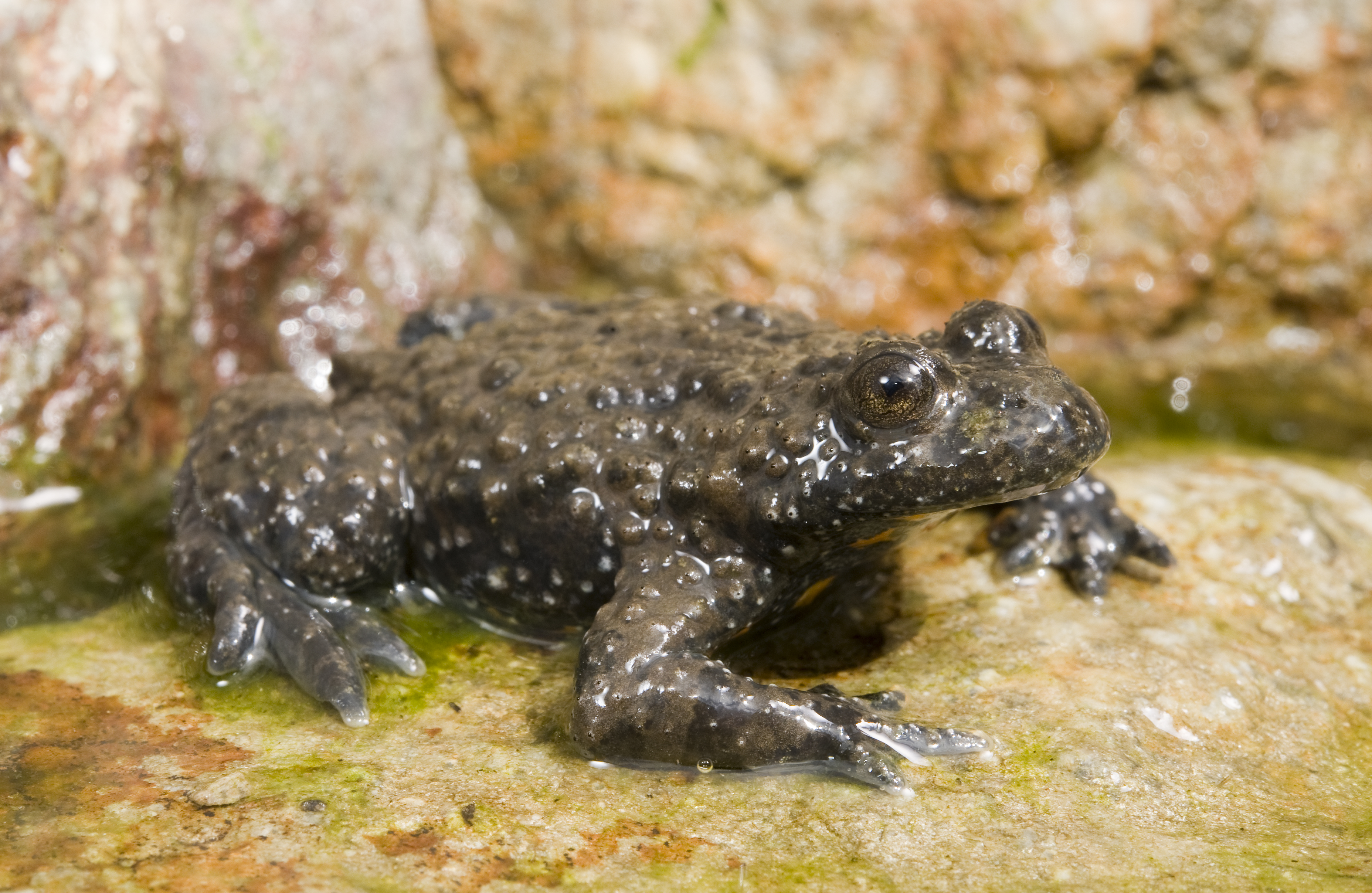
Bombina pachypus

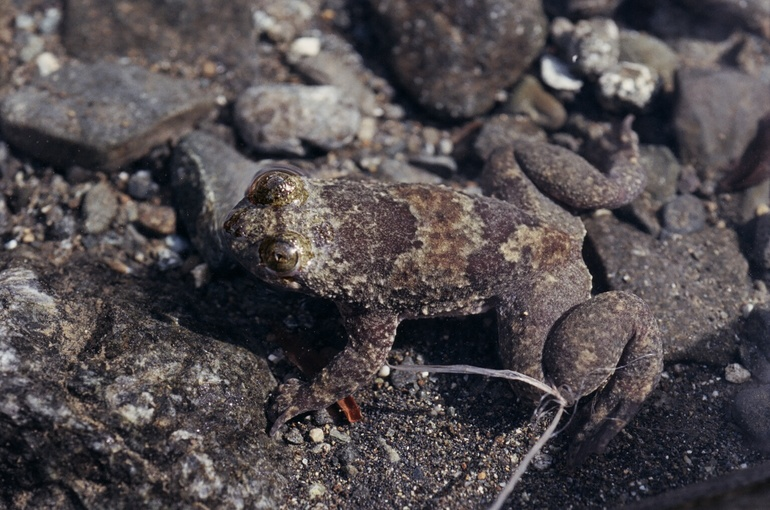
Barbourula busuangensis

Дрібні амфібії до 9 см завдовжки. Тулуб широкий, плаский й масивний. Голова товста. Характерними особливостями представників родини є наявність у скелеті не менше 8 опістоцільних (задньоввігнутих) хребців, коротких ребер і невеликого дископодібного язика, не здатного викидатись і брати участь у захоплення їжі. Грудний пояс рухливий. Мають зуби на верхніх щелепах. Очі з тригранними зіницями. Барабанні перетинки відсутні. Шкіра горбинчаста з великою кількістю шкірних залоз. У пуголовків зябровий отвір лежить симетрично на середній лінії тіла; верхня плавцева складка висока; 2 ряди рогових зубів на верхній губі і 3 на нижній.
Верхня частина тіла має темне камуфляжне забарвлення, а нижня частина лапок та черево яскраві — червоні, помаранчеві або жовті з темними плямами, що попереджає потенційних ворогів про отруйність кумок (апосематизм). При крайній небезпеці жабка вигинає спину і вивертає лапи так, що стає видимим яскраве забарвлення низу.

## Поширення
Ареал родини розірваний. Частина представників родини мешкають Західній Євразії (Європа, Західна Азія), друга частина — у Східній та Південно-Східній Азії (Далекий Схід, Індокитай, Індонезія, Філіппіни).
В Україні мешкає 2 види, зокрема кумка звичайна і кумка жовточерева.

## Особливості біології
Представники родини населяють сирі та водно-болотні біотопи. Половина видів постійно проживають у мілких, добре прогрітих водоймах, інші види значну частину життя проводять у воді. Можуть переміщуватись від однієї водойми до іншої. Більшість видів ведуть нічний спосіб життя, ховаючись вдень у розщілинах, під камінням і деревними завалами. Можуть закопуватись у пухкий ґрунт, окремі виду навіть риють власні нори з кількома виходами. У середній смузі активні з березня до листопада. Зимують звичайно на суші, у норах гризунів і різноманітних пустотах, іноді утворюючи значні скупчення.
Період розмноження звичайно розтягнутий. У цей час самці видають глухі шлюбні крики як з поверхні води, так і з під води. Самиці відкладають ікру невеликими групками або по одній ікринці на зарослих мілководдях серед піску, мулу або каміння. Загальна кількість ікри як правило не перевищує 200—300 ікринок (рідко до 900). Метаморфоз відбувається через 2—3 місяці. Молодь розселяється переважно вночі і вдень у дощову погоду. Статева зрілість настає на 3 році життя.
Живляться комахами (імаго та їх личинками), ракоподібними, молюсками та іншими безхребетними, яких добувають переважно вночі. Основу харчового раціону дорослих особин складають водні тварини. Пуголовки живляться детритом, водоростями та дрібними водними безхребетними.

## Охорона
Стан більшості природних популяцій більшості видів кумкових в межах їх ареалів залишається більш-менш стабільним. Саме тому вони, згідно з Червоним списком МСОП, отримали охоронний статус «відносно благополучні види». Два види вважаються раритетними, зокрема Bombina lichuanensis (охоронна категорія МСОП: вразливий вид) і Bombina pachypus (охоронна категорія МСОП: вид перебуває в небезпечному стані). Два види, кумка звичайна і кумка жовточерева занесені до Додатку ІІ Бернської конвенції (охоронна категорія: види підлягають особливій охороні). Ряд видів охороняються національним законодавством країн Європи та Азії, у тому числі України.

## Практичне значення
Отруйні амфібії. У слизу, що виділяють шкірні залози, міститься токсичний секрет (фринолецин), який при потраплянні на слизові оболонки рота чи очей визиває гостре печіння.

## Систематика
Станом на 2025 рік описано 2 роди та 10 видів:
- Barbourula (2 види);
- Bombina (8 видів).